# 懷特羅克鎮區 (堪薩斯州史密斯縣)
懷特羅克鎮區（英語：White Rock Township）為美國堪薩斯州史密斯縣轄下的鎮區。2010年美国人口普查中該鎮區人口有43人。

## 地理
懷特羅克鎮區涵蓋總面積為92.92平方（35.88平方英里）。

## 人口統計
根據2010年美國人口普查，懷特羅克鎮區人口有43人，住房22戶，人口密度為0.46人/每平方公里。此鎮區居民之種族中，白人佔81.4%，非裔美國人佔0%，美洲原住民佔0%，亞裔美國人佔0%，太平洋島裔美國人佔0%，其他種族佔18.6%，混血種族則佔0%。而西班牙裔或拉丁裔美國人佔此鎮區人口的18.6%。

## 交通

### 主要公路
- 281號美國國道